# Бородулін Анатолій Іванович
Анатолій Іванович Бородулін (нар. 18 липня 1911, селище Юзівка, Катеринославська губернія, тепер місто Донецьк — серпень 2000, місто Череповець Вологодської області, Російська Федерація) — радянський інженер, директор Криворізького металургійного заводу імені Леніна, Герой Соціалістичної Праці (30.03.1971). Член ЦК КПУ в 1971—1976 р.

## Біографія
Народився у родині робітника залізничного цеху металургійного заводу. У 1928 році закінчив школу фабрично-заводського учнівства та почав працювати слюсарем, одночасно навчався на курсах із підготовки до вищих навчальних закладів.
У 1935 році закінчив Донецький індустріальний інститут.
У 1935—1962 роках — інженер, головний інженер Кузнецького металургійного комбінату у місті Сталінську Кемеровської області РРФСР.
Член ВКП(б) з 1946 року.
З 10 березня 1962 по 25 квітня 1968 року — директор Череповецького металургійного заводу Вологодської області РРФСР. За ці роки була введена в експлуатацію третя доменна піч, повний цикл мартенівського виробництва, цех холодної прокатки; завод став основним постачальником автомобільного листа для Волзького і Горьковського автозаводів і був нагороджений орденом Леніна.
З 28 квітня 1968 до 1972 року — директор Криворізького металургійного заводу імені Леніна Дніпропетровської області.
Потім працював у Болгарії (Кремиковський металургійний комбінат), Індії (завод в Бхілаї) та у Міністерстві чорної металургії Української РСР.
У 1990-х роках переїхав в місто Череповець Вологодської області Росії.

### Родина
Син — Марк, режисер, публіцист;
дочка — Леонора (10.11.1938 — 8.01.2012), вчитель.

## Нагороди
- Герой Соціалістичної Праці (30.03.1971)
- чотири ордени Леніна (14.11.1951,19.07.1958, 30.03.1971,)
- ордени Трудового Червоного Прапора (24.01.1950, 2.04.1952)
- орден Дружби народів (14.01.1977)
- орден Червоної Зірки (10.04.1943)
- орден «Знак Пошани» (13.09.1945)
- Державна премія СРСР
- медаль «За трудову доблесть» (5.05.1949)
- медалі
- почесний громадянин міста Череповця.